# 트로트 쇼
강영운의 트로트 쇼는 대한민국 부산광역시, 경상남도 대표방송사 KNN 파워FM(부산 99.9MHz 기장,정관 96.3MHz 창원 102.5MHz 진주 105.5MHz)에서 방송되었던 성인가요 프로그램이다.

## 코너
매일 코너
- 강주임의 쿵짝 다이어리
- 문자의 달인 "와글와글 문자수다"

요일별 코너
- 월요일 : 트로트 올림픽~ "금메달을 따줘"
- 화요일 : 나도 트로트 가수다!
- 수요일 : 트로트 차! 차! 차!
- 목요일 : 트로트 퐁당 퀴즈
- 금요일 : 트로트 극장 "신 전원일기"
- 토요일 : 트로트 세계화 "트로트 인 잉글리쉬"
- 일요일 : 트로트 빌보드 차트

## 특이사항
- 프로야구 시즌(4월~11월)에는 편성이 변동됨에 따라 화요일~일요일은 방송되지 않는다.(우천시 화요일~금요일은 정상방송되며 주말은 오후 6시부터 1시간 앞당겨 방송된다.)